# Série mondiale 1987
La Série mondiale 1987 était la 84e série finale des Ligues majeures de baseball. Elle a débuté le 17 octobre 1987 et opposait les champions de la Ligue américaine, les Twins du Minnesota, aux champions de la Ligue nationale, les Cardinals de Saint-Louis.
Cette série 4 de 7 s'est terminée le 25 octobre 1987 par la première conquête de la Série mondiale des Twins du Minnesota, victorieux dans la limite de sept matchs, quatre victoires contre trois.

## Équipes en présence
Les Cardinals de Saint-Louis remportèrent le championnat de la division Est de la Ligue Nationale avec une fiche de 95-67, la meilleure de la ligue, trois matchs devant les champions du monde, les Mets de New York, et quatre devant les Expos de Montréal.
Dans la Série de championnat de la Ligue Nationale, les Cards l'emportèrent en 7 parties sur les Giants de San Francisco.
Avec un dossier de 85-77, les Twins du Minnesota ont devancé par deux matchs les Royals de Kansas City en tête de la division Ouest de la Ligue américaine. Opposé en Série de championnat de la Ligue américaine de baseball à la meilleure équipe des majeures, les Tigers de Detroit, auteurs de 98 victoires en saison, les Twins l'emportèrent 4 parties à une.
Les Cardinals étaient de retour en Série mondiale pour la seconde fois en trois ans, ayant perdu devant les Royals de Kansas City, auteurs d'un revirement spectaculaire dans la finale de 1985, et pour la troisième fois en six ans, ayant remporté le titre en 1982. Avant cette série contre Minnesota, leur dossier en Série mondiale était de 9-5.
La concession des Twins participait à sa 5e Série mondiale, n'en ayant remporté qu'une seule jusque-là, celle de 1924 alors que l'équipe s'appelait les Senators de Washington. La seule présence en finale des Twins, transférés de Washington au Minnesota en 1961, datait de 1965.

## Déroulement de la Série

### Calendrier des rencontres
| Match | Date       | Visiteur                 | Hôte                     | Score  |
| ----- | ---------- | ------------------------ | ------------------------ | ------ |
| 1     | 17 octobre | Cardinals de Saint-Louis | Twins du Minnesota       | 1 - 10 |
| 2     | 18 octobre | Cardinals de Saint-Louis | Twins du Minnesota       | 4 - 8  |
| 3     | 20 octobre | Twins du Minnesota       | Cardinals de Saint-Louis | 1 - 3  |
| 4     | 21 octobre | Twins du Minnesota       | Cardinals de Saint-Louis | 2 - 7  |
| 5     | 22 octobre | Twins du Minnesota       | Cardinals de Saint-Louis | 2 - 4  |
| 6     | 24 octobre | Cardinals de Saint-Louis | Twins du Minnesota       | 5 - 11 |
| 7     | 25 octobre | Cardinals de Saint-Louis | Twins du Minnesota       | 2 - 4  |

### Match 1
Samedi 17 octobre 1987 au Metrodome, Minneapolis, Minnesota.
| Cardinals de Saint-Louis | 0 | 1 | 0 | 0 | 0 | 0 | 0 | 0 | 0 | 1  | 5  | 1 |
| Twins du Minnesota | 0 | 0 | 0 | 7 | 2 | 0 | 1 | 0 | X | 10 | 11 | 0 |
| Lanceurs partants : STL : Joe Magrane MIN : Frank Viola Vic. : Frank Viola (1-0) Déf. : Joe Magrane (0-1) HRs: MIN : Dan Gladden (1), Steve Lombardozzi (1) |   |   |   |   |   |   |   |   |   |    |    |   |

Incapable de retirer un seul Twin en fin de 4e manche, le partant des Cardinals Joe Magrane accorde quatre simples consécutifs et un but-sur-balles avant d'être chassé du match. Minnesota croise le marbre sept fois au cours de cette manche, couronnée par le grand chelem de Dan Gladden. Au monticule, le partant Frank Viola limite les frappeurs des Cards à cinq coups sûrs en 8 manches, et les Twins remportent aisément le premier match 10-1.

### Match 2
Dimanche 18 octobre 1987 au Metrodome, Minneapolis, Minnesota.
| Cardinals de Saint-Louis | 0 | 0 | 0 | 1 | 0 | 0 | 1 | 2 | 0 | 4 | 9  | 0 |
| Twins du Minnesota | 0 | 1 | 0 | 6 | 0 | 1 | 0 | 0 | X | 8 | 10 | 0 |
| Lanceurs partants : STL : Danny Cox MIN : Bert Blyleven Vic. : Bert Blyleven (1-0) Déf. : Danny Cox (0-1) HRs: MIN : Gary Gaetti (1), Tim Laudner (1) |   |   |   |   |   |   |   |   |   |   |    |   |

Tout comme dans le match #1, les Twins chassent le partant des Cards (Danny Cox dans ce deuxième match) et se retrouvent en avance 7-0 après quatre manches. Saint-Louis accorde six points en 4e avant d'orchestrer une lente remontée, mais s'incline finalement 8-4. La série se transporte au Missouri avec le Minnesota en avant, deux victoires contre aucune.

### Match 3
Mardi 20 octobre 1987 au Busch Memorial Stadium, Saint-Louis, Missouri.
| Twins du Minnesota | 0 | 0 | 0 | 0 | 0 | 1 | 0 | 0 | 0 | 1 | 5 | 1 |
| Cardinals de Saint-Louis | 0 | 0 | 0 | 0 | 0 | 0 | 3 | 0 | X | 3 | 9 | 0 |
| Lanceurs partants : MIN : Les Straker STL : John Tudor Vic. : John Tudor (1-0) Déf. : Juan Berenguer (0-1) Sauv. : Todd Worrell (1) |   |   |   |   |   |   |   |   |   |   |   |   |

Les lanceurs partants John Tudor des Cards et Lee Straker des Twins (premier lanceur vénézuélien à commencer un match de Série mondiale) se livrent un bon duel et il faut attendre la fin de la 6e manche pour voir une équipe s'inscrire au pointage. Minnesota prend les devants 1-0 sur un ballon sacrifice de Tom Brunansky. En fin de 7e, face au releveur Juan Berenguer, les Cardinals prennent les devants 2-1 lorsque Vince Coleman fait marquer Jose Oquendo et Tony Pena sur un double. Ozzie Smith pousse à son tour Coleman à la plaque à l'aide d'un simple, puis Todd Worrell, venu lancer en relève, blanchit les Twins et permet aux Cards d'enregistrer une victoire de 3-1. Minnesota mène toujours la série, deux victoires à une.

### Match 4
Mercredi 21 octobre 1987 au Busch Memorial Stadium, Saint-Louis, Missouri.
| Twins du Minnesota | 0 | 0 | 1 | 0 | 1 | 0 | 0 | 0 | 0 | 2 | 7  | 1 |
| Cardinals de Saint-Louis | 0 | 0 | 1 | 6 | 0 | 0 | 0 | 0 | X | 7 | 10 | 1 |
| Lanceurs partants : MIN : Frank Viola STL : Greg Mathews Vic. : Bob Forsch (1-0) Déf. : Frank Viola (1-1) Sauv. : Ken Dayley (1) HRs : MIN : Greg Gagne (1) STL : Tom Lawless (1) |   |   |   |   |   |   |   |   |   |   |    |   |

La quatrième manche est décidément propice aux envolées offensives. Après que les Twins ont respectivement marqué 7 et 6 points lors des quatrièmes manches des matchs #1 et #2, c'est au tour des Cardinals d'exploser lors de cette 4e du match #4. Ils inscrivent six points pour chasser l'as lanceur Frank Viola de la rencontre et prendre une avance de 7-1. Saint-Louis l'emportera 7-2 pour égaler les chances à 2-2 dans cette série. Tom Lawless a cogné un coup de circuit de trois points aux dépens de Viola, son deuxième circuit en carrière seulement.

### Match 5
Jeudi 22 octobre 1987 au Busch Memorial Stadium, Saint-Louis, Missouri.
| Twins du Minnesota | 0 | 0 | 0 | 0 | 0 | 0 | 0 | 2 | 0 | 2 | 6  | 1 |
| Cardinals de Saint-Louis | 0 | 0 | 0 | 0 | 0 | 3 | 1 | 0 | X | 4 | 10 | 0 |
| Lanceurs partants : MIN : Bert Blyleven STL : Danny Cox Vic. : Danny Cox (1-1) Déf. : Bert Blyleven (1-1) Sauv. : Todd Worrell (2) |   |   |   |   |   |   |   |   |   |   |    |   |

Les partants Danny Cox des Cards et Bert Blyleven des Twins sont intraitables jusqu'à ce que Saint-Louis ouvre la marque en fin de sixième, prenant les devants 3-0. Ils ajoutèrent un autre point à la manche suivante. En relève, les lanceurs des Cards jouent avec le feu en 8e, Gary Gaetti frappant un triple bon pour deux points, mais Todd Worrell préserve la victoire de 4-2 de Saint-Louis, qui après avoir perdu les deux premières parties au Minnesota mène maintenant la série 3-2. Les Cardinals ont volé cinq buts dans ce match, le plus haut total en Série mondiale depuis les Cubs de 1907.

### Match 6
Samedi 24 octobre 1987 au Metrodome, Minneapolis, Minnesota.
| Cardinals de Saint-Louis | 1 | 1 | 0 | 2 | 1 | 0 | 0 | 0 | 0 | 5  | 11 | 2 |
| Twins du Minnesota | 2 | 0 | 0 | 0 | 4 | 4 | 0 | 1 | X | 11 | 15 | 0 |
| Lanceurs partants : STL : John Tudor MIN : Les Straker Vic. : Dan Schatzeder (1-0) Déf. : John Tudor (1-1) HRs : STL : Tom Herr (1) MIN : Don Baylor (1), Kent Hrbek (1) |   |   |   |   |   |   |   |   |   |    |    |   |

De retour sous le stade couvert du Metrodome, les Twins font face à l'élimination dans le match #6. Tirant de l'arrière 5-2 en milieu de cinquième, ils reviennent de l'arrière dans la seconde moitié de la manche. Gary Gaetti frappe un double d'un point faisant marquer Kirby Puckett et le frappeur désigné Don Baylor enchaîne avec un circuit de deux points pour égaler la marque. Face au releveur Ricky Horton, venu remplacer le partant John Tudor, Steve Lombardozzi frappe un simple qui fait marquer Tom Brunansky, qui glisse sauf au marbre dans un jeu serré.
Minnesota met la victoire hors de portée des Cards à la manche suivante, faisant passer son avance de 6-5 à 10-5 avec un grand chelem de Kent Hrbek. Les Twins ajoutent un point en huitième, l'emportent 11-5 et forcent la présentation d'un 7e match devant leurs partisans.

### Match 7
Dimanche 25 octobre 1987 au Metrodome, Minneapolis, Minnesota.
| Cardinals de Saint-Louis | 0 | 2 | 0 | 0 | 0 | 0 | 0 | 0 | 0 | 2 | 6  | 1 |
| Twins du Minnesota | 0 | 1 | 0 | 0 | 1 | 1 | 0 | 1 | X | 4 | 10 | 0 |
| Lanceurs partants : STL : Joe Magrane MIN : Frank Viola Vic. : Frank Viola (2-1) Déf. : Danny Cox (1-2) Sauv. : Jeff Reardon (1) |   |   |   |   |   |   |   |   |   |   |    |   |

Le septième match Twins-Cardinals est la 500e partie de Série mondiale de l'histoire du baseball. Joe Magrane, de Saint-Louis, devient le sixième lanceur recrue à commencer un 7e match de Série mondiale. Il est aussi depuis ce jour le seul lanceur à avoir entrepris les matchs #1 et #7 d'une Série mondiale sans effectuer de départs entre les deux.
Les Cards prennent les devants 2-0 en début de deuxième contre Frank Viola, mais les Twins réduisent l'écart de moitié à la fin de cette même manche. En fin de 5e, Kirby Puckett fait marquer Greg Gagne avec un double pour niveler le pointage. Les Twins ratent leur chance de prendre les devants alors que Puckett est retiré en tentant de voler le troisième. Lorsque Don Baylor, au bâton lors de la tentative de vol, frappe un simple, Gary Gaetti tente de marquer du deuxième, mais le relais du voltigeur Willie McGee devance le coureur au marbre pour mettre fin à la manche, Gaetti étant retiré après une violente collision avec le receveur Steve Lake.
Minnesota se reprend à la manche suivante. Danny Cox, en relève au partant Magrane, accorde des buts-sur-balles aux deux premiers frappeurs, forçant la main du gérant Whitey Herzog, qui le remplace par son as releveur Todd Worrell. Après un premier retrait, ce dernier accorde lui aussi un but-sur-balles. Un simple de Greg Gagne avec les buts remplis fait marquer Tom Brunansky, donnant aux Twins une première avance dans la rencontre, 3 à 2.
Les Twins inscrivent un point d'assurance en huitième sur un double de Dan Gladden. Le stoppeur Jeff Reardon succède à Frank Viola au monticule en 9e et retire les Cardinals dans l'ordre, préservant la victoire de 4-2 des Twins, qui remportent les honneurs de cette série finale quatre victoires contre trois, et remportant leur première Série mondiale depuis leur transfert de Washington au Minnesota en 1961, aussi le deuxième titre de toute l'histoire de la franchise.

## Joueur par excellence
Malgré une sortie difficile dans le match #4, remporté par Saint-Louis, c'est le lanceur Frank Viola qui est élu joueur par excellence de la Série mondiale de 1987. Il a été crédité de la victoire dans le premier et le dernier match de cette finale.